# Ciconia
A gólya (Ciconia) a madarak (Aves) osztályának a gólyaalakúak (Ciconiiformes) rendjébe, ezen belül a gólyafélék (Ciconiidae) családjába tartozó nem.
Rendjének és családjának a típusneme.

## Rendszerezés
A nembe az alábbi 8 élő faj tartozik:
- Abdim-gólya (Ciconia abdimii) Lichtenstein, 1823
- feketecsőrű gólya (Ciconia boyciana) Swinhoe, 1873
- fehér gólya (Ciconia ciconia) (Linnaeus, 1758)
- ázsiai gyapjasnyakúgólya (Ciconia episcopus) Boddaert, 1783
- afrikai gyapjasnyakúgólya (Ciconia microscelis)
- maguari gólya (Ciconia maguari) (Gmelin, 1789)
- fekete gólya (Ciconia nigra) (Linnaeus, 1758)
- sárgaszemű gólya (Ciconia stormi) (Blasius, 1896)

## Kifejlődésük és a fosszilis fajok
A Ciconia madárnem fosszíliái számos helyen megtalálhatóak. Az eddigi adatok szerint úgy tűnik, hogy ez a madárnem az Atlanti-óceán környékén, valószínűleg Nyugat-Európában vagy Afrikában jelent meg először. Az ázsiai lelőhelyek szegényebbek az európaiaknál. Habár megjelenésüknek a pontos idejét még nem tudjuk, annyi biztos, hogy a kora pliocénben a Ciconia-fajok már meghódították az egész északi félgömböt.
A fosszilis fajok a következők:
- Ciconia louisebolesae (kora miocén; Riversleigh, Ausztrália)
- ?Ciconia minor (kora miocén; Rusinga sziget, Kenya)
- ?Ciconia sarmatica (késő miocén; Credinţa, Románia)
- ?Ciconia gaudryi (késő miocén/kora pliocén; Pikermi, Görögország)
- Ciconia sp. 1 (késő miocén/kora pliocén; Lee Creek Mine, USA)
- Ciconia sp. 2 (késő miocén/kora pliocén; Lee Creek Mine, USA)
- ?Ciconia kahli (kora pliocén; Dél-Afrika)
- Ciconia lucida (középső pliocén; Mongólia)
- Ciconia maltha (késő pliocén – késő pleisztocén; Nyugat- és Dél-USA, valamint Kuba)
- Ciconia stehlini (késő pliocén – kora pleisztocén; Magyarország) – meglehet, hogy valójában egy mai fajhoz tartozik
- Ciconia nana – (kora - középső pliocén, késő pleisztocén; Ausztrália) – korábban Xenorhynchusként ismerték[1]
- Ciconia sp. (késő pleisztocén/kora holocén Las Breas de San Felipe, Kuba)[2]

### Kérdéses kövületek
A késő pleisztocénből származó, a mexikói San Josecito barlangban talált orsócsont (radius) talán nem Ciconia, hanem inkább Mycteria maradvány; méretéből ítélve a madár, amelyhez ez a csont tartozott kisebb volt, mint a mai amerikai gólyák és a Ciconia-fajok. A szintén késő pleisztocén korszaki Brazíliában talált Prociconia madárnem kövületek, inkább a szóban forgó nemhez vagy a jabiruhoz tartoznak; emiatt a Prociconia valamelyiküknek a fiatal szinonimája. A Réunion egyik barlangjában talált Ciconia nembéli maradványok nem tartoznak egy bennszülött fajhoz, hanem a sziget első telepesei vitték oda, hogy táplálékul szolgáljon. A különleges, röpképtelen madarakról híres Mascarenhas-szigetcsoportnak az eddigi adatok szerint nem volt saját gólyafaja. További kutatások bebizonyították, hogy a barlangban talált csontok nem is a gólyafélékhez tartoznak, hanem a mára már kihalt réunioni íbiszhez (Threskiornis solitarius). Ez a madárfaj még ismeretlen volt a csontok felfedezésekor (Cowles, 1994).

### Fordítás
- Ez a szócikk részben vagy egészben  a   Ciconia című angol Wikipédia-szócikk ezen változatának fordításán alapul.  Az eredeti cikk szerkesztőit annak laptörténete sorolja fel. Ez a jelzés csupán a megfogalmazás eredetét és a szerzői jogokat jelzi, nem szolgál a cikkben szereplő információk forrásmegjelöléseként.